# 2e brigade française libre
Pour les articles homonymes, voir 2e brigade.
La 2e brigade française libre (2e BFL) est une unité des forces françaises libres. Créée en 1942, elle est issue de la 2e division légère française libre, elle-même issue de la 1re brigade coloniale (ou 2e brigade de la 1re division légère française libre) créée en avril 1941.
La 2e BFL combat pour la France libre jusqu'en 1945. Elle fait partie de la 1re division française libre à partir de février 1943.

## Historique et campagnes
La 2e BFL est créée en avril 1941 en Palestine britannique, sous le nom de 1re brigade coloniale. Commandée par le lieutenant-colonel Génin, elle fait alors partie de la 1re division légère française libre, et combat en Syrie en juin 1941.
La 1re DFL se dédouble en août 1941, formant deux divisions légères d'infanterie, elles-mêmes dissoutes en décembre 1941. La 2e brigade des forces françaises libres, indépendante, est alors recréée à partir de la 2e division légère. Les plans britanniques ne prévoyant pas de l'utiliser dans la guerre du Désert, de Gaulle considère début janvier 1942 son envoi en Union des républiques socialistes soviétiques, aux côtés de la future escadrille Normandie-Niémen. Ce plan est abandonné fin février lorsque les Britanniques acceptent sa présence en Libye. L'existence de la 2e BFL est officiellement actée début 1942, le 31 mars ou le 3 avril, avant qu'elle ne parte pour l'Égypte.
Regroupée autour de Marsa Matruh le 28 avril, la brigade organise la défense du plateau d'Halfaya puis à partir du 19 mai la protection des aérodromes autour de Bardia. Repliée de Bardia depuis le 3 juin, 2e BFL recueille le 11 juin la 1re BFL qui a évacué sa position de Bir Hakeim une fois sa mission accomplie. Fin octobre 1942, la 2e BFL participe en seconde ligne aux combats d'El Alamein.
Endivisionnée avec la 1re BFL au sein de la 1re division française libre depuis février 1943, la 2e BFL est ensuite engagée en Tunisie, en Italie, en Provence, dans les Vosges, en Alsace et finalement dans les Alpes.
Le 15 mai 1945, la 2e BFL devient 2e régiment d'infanterie coloniale. Ce régiment reprend les traditions de la brigade. Il reçoit à ce titre en septembre 1945 le titre de Compagnon de la Libération.

## Composition

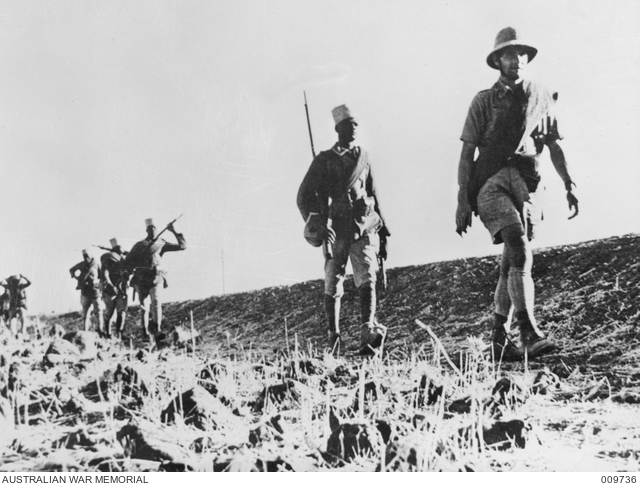
Soldats du BM 4, avançant vers Damas en juillet 1941.

En juin 1941 :
- Bataillon de marche n° 3
- Bataillon de marche n° 4
- Bataillon d'infanterie de marine
- 1er bataillon de fusiliers marins (unité anti-aérienne[3])

En août 1941 (2e division légère) :
- 1re brigade :
  - Bataillon d'infanterie de marine
  - Bataillon de marche n° 1
  - Bataillon de marche n° 11
- 2e brigade :
  - Bataillon de marche n° 3
  - 1er bataillon de Légion étrangère
- Unités divisionnaires :
  - 2e groupe d'artillerie
  - 102e compagnie du train
  - 2e compagnie nord-africaine de sapeurs-mineurs
  - 22e compagnie nord-africaine (unité antichar)
  - Groupe sanitaire divisionnaire no 2[8]
  - Groupe d'exploitation divisionnaire no 2[8]
  - Atelier lourd de réparation automobile[9]
  - Compagnie de quartier général QG 52[9]

En avril 1942 :
- 1er bataillon de Légion étrangère
- Bataillon de marche n° 3
- Bataillon de marche n° 11
- 21e et 23e compagnies nord-africaines (unités antichars)[10]
- 102e compagnie du train
- 3e compagnie nord-africaine de sapeurs-mineurs[11]
- Groupe sanitaire divisionnaire no 2[8]
- Groupe d'exploitation divisionnaire no 2[8]
- Atelier lourd de réparation automobile[9]
- Compagnie de quartier général QG 52[9]

En juillet 1942 :
- Bataillon de marche n° 5
- Bataillon de marche n° 11
- 21e et 23e compagnies nord-africaines (unités antichars)[10]
- 102e compagnie du train
- 3e compagnie nord-africaine de sapeurs-mineurs[11]
- Groupe sanitaire divisionnaire no 2[8]
- Groupe d'exploitation divisionnaire no 2[8]
- Atelier lourd de réparation automobile[9]
- Compagnie de quartier général QG 52[9]

En février 1943 :
- Bataillon de marche n° 4
- Bataillon de marche n° 5
- Bataillon de marche n° 11
- 1er bataillon de fusiliers marins (unité anti-aérienne[3])
- Compagnie antichar no 2[10]
- Groupe sanitaire divisionnaire no 2[8]

En novembre 1944 :
- Bataillon de marche n° 4
- Bataillon de marche n° 5
- 22e bataillon de marche nord-africain
- Compagnie antichar no 2[10]

## Chefs de l'unité

### Deuxième brigade de la1reDLFFL
- avril - juin 1941 : lieutenant-colonel Génin[2],[12]

### 2eDLFL
- août 1941 - mars 1942 : colonel puis général Cazaud[3]

### 2eBFL
- mars - juillet 1942 : général Cazaud[5]
- juillet-décembre 1942 : lieutenant-colonel  Alessandri[5]
- janvier - août 1943 : général Brosset[5]
- août 1943 - août 1944 : lieutenant-colonel Garbay[5]
- septembre 1944 : lieutenant-colonel Gardet[5]
- octobre 1944 - février 1945 : lieutenant-colonel Bavière[5]
- février - mai 1945 : colonel Gardet[5]

## Insigne

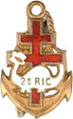
Le Bélut, en blanc, repris sur l'insigne du 2e régiment d'infanterie coloniale.

L'insigne de la division est le Bélut, un animal imaginaire tenu responsable du cafard de la division. Dessiné par le major Garrick, officier de liaison britannique, il a une forme qui mélange le chameau et le dinosaure. Le bélut reçoit sur son dos une boussole solaire type Cole. Sur les véhicules de la brigade, le Bélut est peint en rouge sur fond blanc cerclé de bleu.